# 戴娆
戴娆（1972年4月2日—），出生于北京，中专学历，1993年于北京舞蹈学院进修一年。在为《宰相刘罗锅》片尾曲主唱后逐渐被广大观众所熟知，并且被喻为“张国立的御用歌手”。

## 主要影视配乐作品
- 为英达导演的四十集电视连续剧《我爱我家》录制片尾曲；
- 为四十集电视连续剧《宰相刘罗锅》录制片尾曲；
- 为李雪健主演的四十集电视连续剧《遭遇昨天》录制片尾曲；
- 为冯小刚导演的十集电视连续剧《情殇》录制片尾曲；
- 为世纪会在京召开北京台特别拍摄十二集专题片《芳心》演唱主题曲；
- 为四十集台湾电视连续剧《再爱我一次》录制片尾曲《初夜》；
- 为系列电视连续剧《康熙微服私访记》录制插曲及片尾曲；
- 为十集电视连续剧《太阳出世》录制片尾曲；
- 为99新年贺岁连续剧《在外过年》录制片尾曲；
- 录制电视连续剧《铁齿铜牙纪晓岚》片尾曲； （由此被广大观众所熟悉。）
- 为电视连续剧《玉帝传奇》录制片尾曲《爱是仙上仙》；
- 为电视连续剧《花样的年华》录制插曲《爱是一朵蔷薇》；

## 电影
- 《欢舞》

## 电视剧
- 《慈禧西行》饰 宫女娟子
- 《康熙微服私访》饰 张彩云
- 《京都神探》饰 雅嫻
- 《太阳出世》
- 《东西奇遇结良缘》饰 熊珍珠
- 《玉帝传奇》饰 桂枝
- 《男人四十跑出租》
- 《老威X计划》
- 《好事多磨》
- 《走出蓝水河》 饰 杏　子
- 《远去的北京人》
- 《血色誓言》饰 孟诗嫣
- 《少年宝亲王》饰 梅香
- 《青花》

## 舞台剧
- 音乐剧 1998年《漫步人生路》（香港）
- 话剧 《新北京人》

## 专辑
- 《锦上添花》
- 2006年6月《绽放》
- 2009年2月《愛情錦囊妙計》